# Johannes von Schröter

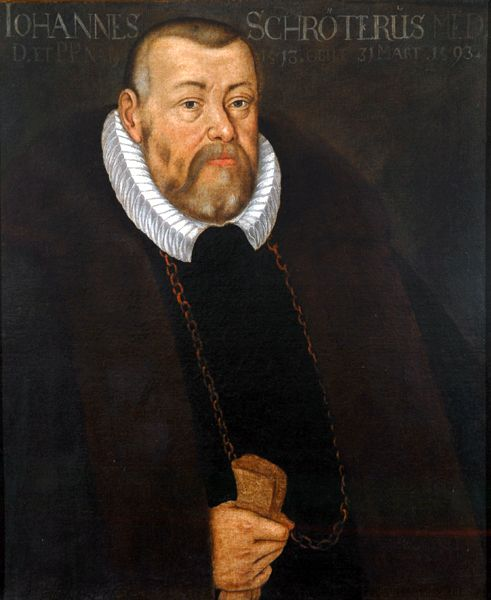
Johannes von Schröter

Johannes von Schroeter (* 1513 in Weimar; † 31. März 1593 in Jena) war ein deutscher Mediziner, Hochschullehrer und erster Rektor der Universität Jena.

## Leben
Schröter war der Sohn des Bürgermeisters Peter Schröter und dessen Frau Gertrud Dietz. Sein jüngerer Bruder war Jacob Schröter der Ältere. Seine Schwester Gertrud († 1566 in Jena) heiratete 1561 den Mediziner Lorenz Hiel. Er besuchte anfänglich die Schule in Weimar und danach das Domgymnasium in Naumburg. 1533 begann er ein Studium der Humaniora an der Universität Wittenberg. Hier besuchte er die Vorlesungen von Martin Luther, Philipp Melanchthon, Erasmus Reinhold und Jacob Milich. Nach dem Studienabschluss wurde er Rektor der Schule in Stams. Am 28. Dezember 1541 kehrte er an die Universität Wittenberg zurück und begann das Studium der Medizin, welches er kurzzeitig unterbrach, um eine Stelle als Rektor der Landschule in Wien anzunehmen. In Wittenberg hatte er sich am 16. April 1545 den Grad eines Magisters der Philosophie erworben. 1549 setzte er sein Medizinstudium an der Universität Padua fort. Von dort kam er 1551 nach Wien zurück und wurde an der Universität Wien am 2. Januar 1552 zum Dr. med. promoviert.
Kurz darauf erhielt er einen Lehrstuhl für Medizin in Wien und wurde angeblich kaiserlicher Leibarzt. 1554 wurde Schröter als konsultierender Arzt an das Krankenbett des sächsischen Kurfürsten Johann Friedrich I. gerufen, dieser war bei seiner Ankunft jedoch schon nicht mehr unter den Lebenden. Darauf ernannte ihn Herzog Johann Friedrich II. von Sachsen-Weimar am 1. Oktober 1554 zu seinem Leibarzt und Professor der Medizin am Gymnasium in Jena. Von diesem hatte er 1557 die Aufgabe erhalten, die Universitätssatzungen der Jenaer Hochschule Kaiser Ferdinand zur Genehmigung vorzulegen. Da die Universität Jena als evangelische Hochschule ausgeschrieben wurde, verwehrte dieser nur der theologischen Fakultät die Promotionsrechte und fertigte am 15. August 1557 die Konfirmationsurkunde aus. Als Hochschullehrer der Salana beteiligte er sich auch an den organisatorischen Aufgaben der Jenaer Hochschule. So wurde er am 2. Februar 1558 als Paladin Gründungsrektor, war dann noch im Sommersemestern 1564, 1573, sowie in den Wintersemestern 1561, 1564, 1568, 1573, 1582, 1588 Rektor der Alma Mater. Schröter wurde von Kaiser Ferdinand I. 1557 geadelt.
1579 erhielt er in Padua die Würde eines Comes palatinus. Bei seiner Beisetzung in der Stadtkirche St. Michael hielt Georg Mylius die Leichenpredigt. Julius Pagel merkt an:

„S. galt für einen der scharfsinnigsten Diagnostiker.“

Er erhielt in St. Michael ein Epitaph gesetzt. Die Gründung des Botanischen Gartens in Jena 1586 geht auf seine Initiative zurück. Ein Porträt Schröters hängt in der Professoren-Galerie der Universität im Kollegienhof in Jena, ebenso wie die von zweien seiner Söhne, die ebenfalls Professoren der Universität wurden. 1909 wurde die Schroeterstraße in Jena-Süd nach ihm benannt.

## Familie
Schröter war zwei Mal verheiratet. Seine erste Ehe schloss er in Wien mit Ursula Capito (Großhaupt; † 1565 in Jena), die Witwe des Wiener Kanzlers Petri, ein. Seine zweite Ehe schloss er mit Catharina Wend (* 1523 in Arnstadt; † 16. Mai 1594 in Jena), die Witwe des Basilius Monner und die Tochter des Arnstädter Bürgermeisters Andreas Wend. Aus den Ehen stammen acht Kinder, wovon 4 in Wien und vier in Jena geboren wurden. Von den Kindern kennt man:
- Wolfgang Schröter (* 22. Oktober 1552 in Wien; † 11. Oktober 1584 in Halle [Saale]), Generalkanzler Mansfeld, dann fürstlich magdeburgischer Hofrat in Halle und Assessor Schöppenstuhl Halle ⚭ 20. Oktober 1577 mit Catharina Steinmetz (* 19. November 1560 in Leipzig; † 1635 in Jena), die Tochter des Moritz Steinmetz Professor der Mathematik und Apotheker Leipzig
  - Ursula Schröter (* 21. Oktober 1581 in Eisleben; † 27. September 1632 in Wittenberg) ⚭ 1614 Matthias Große († 8. Februar 1627 in Wittenberg)
  - Moritz Schröter Mediziner in Grimma
- Philipp Jakob Schröter (* 8. Juli 1553 in Wien; † 31. Mai 1617 in Jena)
- Johann Schröter († jung)
- Johann Friedrich Schröter (* 20. März 1559 in Jena; † 11. Dezember 1625 in Jena) ⚭ 3. Februar 1582 in Jena Barbara Vogel (* 9. Februar 1566 in Dresden; † 9. Februar 1631 in Jena), die Tochter des Dresdner Geheimrats Elias Vogel und der Sibylle Scheutzlich.
- Heinrich Schröter, immatr. Uni. Jena
- Elisabeth Schröter (* 1555 in Jena)
- Ursula Schröter ⚭ Johann Steinmetz, Mediziner und Apotheker in Leipzig

## Schriften
- Themata de thermis. Jena 1558.
- Themata de peste. Jena 1562.
- Gründlicher Bericht und Rathschlag, wie man sich in der Pestilenz hüten und bewahren, auch wenn jemand damit befleckt… Leipzig 1566.